# Solis Planum
Pour les articles homonymes, voir Solis.
Solis Planum est un vaste haut plateau volcanique de la planète Mars situé dans les quadrangles de Phoenicis Lacus, Coprates et de Thaumasia, au sud-est du renflement de Tharsis. S'étendant sur 1 700 km environ, il est centré par 25,2° S et 273,5° E, limité au nord par Valles Marineris, à l'ouest par Syria Planum, au sud par Claritas Fossae et Coracis Fossae, et à l'ouest par Thaumasia Planum.

## Géologie
Faisant partie du renflement de Tharsis, il s'agit de la région géologiquement la plus complexe de Mars. Elle se serait formée à la suite de la remontée d'un système de panaches mantelliques à l'origine des points chauds matérialisés par les grands volcans de Tharsis, les petits volcans de Syria Planum et les grabens de Noctis Labyrinthus. Plus au sud, autour de Solis Planum, c'est tout un fragment d'écorce qui se serait soulevé et déplacé avec un mouvement de translation vers le sud doublé d'une rotation dans le sens inverse des aiguilles d'une montre. Les failles visibles dans la région de Thaumasia son particulièrement intéressantes pour comprendre l'histoire géologique de cette région,. L'unité géologique constituée par Syria Planum, Solis Planum et Thaumasia Planum pourrait être vue comme une ébauche de plaque lithosphérique, soulevée et déplacée vers le sud en formant, au sud, un début de convergence au niveau de Claritas Fossae, Coracis Fossae et Nectaris Fossae, tandis qu'au nord apparaissait un énorme rift long de 4 000 km au niveau de Noctis Labyrinthus et, surtout, de Valles Marineris, dont l'origine tectonique par l'étirement nord-sud de l'écorce martienne avait été pressentie dès la fin des années 1970 par l'analyse des images retransmises par Viking 1 Orbiter.
Par ailleurs, cette région est bien connue pour être à l'origine de nombreuses tempêtes de poussières majeures ainsi que pour son humidité atmosphérique relativement élevée,,.

### Articles liés
- Liste des plaines de Mars
- Géographie de la planète Mars
- Géologie de la planète Mars
- Échelle des temps géologiques martiens